# Frankrike i olympiska sommarspelen 2000
Frankrike deltog i de olympiska sommarspelen 2000 med en trupp bestående av 336 deltagare och de tog totalt 39 medaljer.

## Medaljer

### Guld
- Brahim Asloum - Boxning, lätt flugvikt
- Tony Estanguet - Kanotsport, C-1 slalom
- Félicia Ballanger - Cykling, sprint
- Félicia Ballanger - Cykling, sprint 500 m
- Florian Rousseau - Cykling, keirin
- Miguel Martinez - Cykling, mountainbike
- Laurent Gané, Florian Rousseau och Arnaud Tournant - Cykling, lagsprint
- Jean-Noël Ferrari, Brice Guyart, Patrice Lhotellier och Lionel Plumenail - Fäktning, florett, lag
- David Douillet - Judo, tungvikt +100 kg
- Séverine Vandenhende - Judo, mellanmedelvikt 63 kg
- Michel Andrieux och Jean-Christophe Rolland - Rodd, två utan styrman
- Jean-Christophe Bette, Xavier Dorfman, Yves Hocdé och Laurent Porchier - Rodd, åtta med styrman lättvikt
- Franck Dumoulin - Skytte, 10 m luftpistol

### Silver
- Basketlandslaget herrar (Jim Bilba, Yann Bonato, Makan Dioumassi, Laurent Foirest, Thierry Gadou, Cyril Julian, Crawford Palmer, Antoine Rigaudeau, Stéphane Risacher, Laurent Sciarra, Moustapha Sonko och Frédéric Weis)
- Brigitte Guibal - Kanotsport, K-1 slalom
- Florian Rousseau - Cykling, sprint
- Marion Clignet - Cykling, förföljelselopp 3 km
- Hugues Obry - Fäktning, värja, individuellt
- Jean-François di Martino, Robert Leroux, Hugues Obry och Éric Srecki - Fäktning, värja, lag
- Mathieu Gourdain - Fäktning, sabel, individuellt
- Mathieu Gourdain, Julien Pillet, Cedric Seguin och Damien Touya - Fäktning, sabel, lag
- Benjamin Varonian - Gymnastik, räck
- Eric Poujade - Gymnastik, bygelhäst
- Larbi Benboudaoud - Judo, medellättvikt 66 kg
- Céline Lebrun - Judo, mellantungtvikt 78 kg
- Delphine Réau - Skytte, trap
- Roxana Maracineanu - Simning, 200 m ryggsim

### Brons
- Jérôme Thomas - Boxning, flugvikt
- Anne-Lise Bardet - Kanotsport, K-1 slalom
- Jeannie Longo - Cykling, tempolopp
- Laura Flessel - Fäktning, värja, individuellt
- Frédéric Demontfaucon - Judo, medelvikt 90 kg
- Stéphane Traineau - Judo, lätt tungvikt 100 kg
- Thibaud Chapelle och Pascal Touron - Rodd, dubbelsculler lättvikt
- Virginie Dedieu och Myriam Lignot - Konstsim, par
- Patrick Chila och Jean-Philippe Gatien - Bordtennis, dubbel
- Arnaud di Pasquale - Tennis, singel
- Pascal Gentil - Taekwondo, tungvikt

## Badminton
Men's Singles
- Bertrand Gallet
  - 32-delsfinal: Besegrade Marco Vasconcelos från Portugal
  - Sextondelsfinal: Förlorade mot Sun-Ho Hwang från Sydkorea

Women's Singles
- Tatiana Vattier
  - 32-delsfinal: Förlorade mot Kanako Yonekura från Japan

- Sandra Dimbour
  - 32-delsfinal: Bye
  - Sextondelsfinal: Förlorade mot Lidya Djaelawijaya från Indonesien

## Basket
Herrar
Gruppspel
| USA         | 5 | 0 | 505 | 359 | +146 | 10 |       |
| Italien     | 3 | 2 | 332 | 349 | −17  | 8  | 1W–0L |
| Litauen     | 3 | 2 | 372 | 339 | +33  | 8  | 0W–1L |
| Frankrike   | 2 | 3 | 372 | 374 | −2   | 7  | 1W–0L |
| Kina        | 2 | 3 | 368 | 419 | −51  | 7  | 0W–1L |
| Nya Zeeland | 0 | 5 | 307 | 416 | −109 | 5  |       |

Slutspel
|  | Kvartsfinaler | Kvartsfinaler |              |     | Semifinaler | Semifinaler   |              |            | Final      | Final |
|  | 0             | 0             | 0            | 0   | 0           | 0             | 0            | 0          | 0          | 0     |
|  |               |               | 0            | 0   |             |               | 0            | 0          |            |       |
|  |               |               | 0            | 0   |             |               | 0            | 0          |            |       |
|  | 0 USA         | 085           | 0            | 0   |             |               | 0            | 0          |            |       |
|  | 0 USA         | 085           | 0            | 0   |             |               | 0            | 0          |            |       |
|  | 0 Ryssland    | 070           | 0            | 0   |             |               | 0            | 0          |            |       |
|  | 0 Ryssland    | 070           | 0            | 0   | 0 USA       | 085           | 0            | 0          |            |       |
|  |               |               | 0            | 0   | 0 USA       | 085           | 0            | 0          |            |       |
|  | 0             | 0 Litauen     | 0            | 083 | 0           |               |              | 0          |            |       |
|  | 0             | 0 Litauen     | 0            | 083 | 0           | 0 Jugoslavien | 063          | 0          |            |       |
|  | 0             |               |              |     |             | 0 Jugoslavien | 063          | 0          |            |       |
|  | 0             | 0 Litauen     | 076          | 0   |             |               |              | 0          |            |       |
|  | 0             | 0 Litauen     | 076          | 0   | 0 USA       | 085           |              | 0          |            |       |
|  | 0             |               |              | 0   | 0 USA       | 085           |              | 0          |            |       |
|  | 0             | 0             | 0 Frankrike  | 0   | 075         |               |              |            |            |       |
|  | 0             | 0             | 0 Frankrike  | 0   | 075         | 0 Italien     | 062          |            |            |       |
|  | 0             | 0             |              |     |             |               | 062          |            |            |       |
|  | 0             | 0             | 0 Australien | 065 | 0           |               |              |            |            |       |
|  | 0             | 0             | 0 Australien | 065 | 0           | 0 Australien  | 052          | Bronsmatch | Bronsmatch |       |
|  | 0             | 0             |              |     | 0           | 0 Australien  | 052          | Bronsmatch | Bronsmatch |       |
|  | 0             | 0             | 0 Frankrike  | 076 | 0           | 0             |              |            |            |       |
|  | 0             | 0             | 0 Frankrike  | 076 | 0           | 0             | 0 Kanada     | 063        | 0 Litauen  | 089   |
|  | 0             | 0             |              |     | 0           | 0             | 0 Kanada     | 063        | 0 Litauen  | 089   |
|  | 0             | 0             | 0 Frankrike  | 068 | 0           | 0             | 0 Australien | 071        |            |       |
|  | 0             | 0             | 0 Frankrike  | 068 | 0           | 0             | 0 Australien | 071        |            |       |
|  |               |               |              |     |             |               |              |            |            |       |
|  |               |               |              |     |             |               |              |            |            |       |

Damer
Gruppspel
| Lag        | Vinster | Förluster | PF  | PA  | Poäng |
| ---------- | ------- | --------- | --- | --- | ----- |
| Australien | 5       | 0         | 394 | 274 | 10    |
| Frankrike  | 4       | 1         | 338 | 287 | 9     |
| Brasilien  | 2       | 3         | 358 | 353 | 7     |
| Slovakien  | 2       | 3         | 294 | 282 | 7     |
| Kanada     | 2       | 3         | 313 | 317 | 7     |
| Senegal    | 0       | 5         | 199 | 383 | 5     |

Slutspel
|  | Kvartsfinaler | Kvartsfinaler |             |     | Semifinaler  | Semifinaler |            |            | Final       | Final |
|  | 0             | 0             | 0           | 0   | 0            | 0           | 0          | 0          | 0           | 0     |
|  |               |               | 0           | 0   |              |             | 0          | 0          |             |       |
|  |               |               | 0           | 0   |              |             | 0          | 0          |             |       |
|  | 0 Australien  | 076           | 0           | 0   |              |             | 0          | 0          |             |       |
|  | 0 Australien  | 076           | 0           | 0   |              |             | 0          | 0          |             |       |
|  | 0 Polen       | 048           | 0           | 0   |              |             | 0          | 0          |             |       |
|  | 0 Polen       | 048           | 0           | 0   | 0 Australien | 064         | 0          | 0          |             |       |
|  |               |               | 0           | 0   | 0 Australien | 064         | 0          | 0          |             |       |
|  | 0             | 0 Brasilien   | 0           | 052 | 0            |             |            | 0          |             |       |
|  | 0             | 0 Brasilien   | 0           | 052 | 0            | 0 Ryssland  | 067        | 0          |             |       |
|  | 0             |               |             |     |              | 0 Ryssland  | 067        | 0          |             |       |
|  | 0             | 0 Brasilien   | 068         | 0   |              |             |            | 0          |             |       |
|  | 0             | 0 Brasilien   | 068         | 0   | 0 Australien | 054         |            | 0          |             |       |
|  | 0             |               |             | 0   | 0 Australien | 054         |            | 0          |             |       |
|  | 0             | 0             | 0 USA       | 0   | 076          |             |            |            |             |       |
|  | 0             | 0             | 0 USA       | 0   | 076          | 0 Frankrike | 058        |            |             |       |
|  | 0             | 0             |             |     |              |             | 058        |            |             |       |
|  | 0             | 0             | 0 Sydkorea  | 069 | 0            |             |            |            |             |       |
|  | 0             | 0             | 0 Sydkorea  | 069 | 0            | 0 Sydkorea  | 065        | Bronsmatch | Bronsmatch  |       |
|  | 0             | 0             |             |     | 0            | 0 Sydkorea  | 065        | Bronsmatch | Bronsmatch  |       |
|  | 0             | 0             | 0 USA       | 078 | 0            | 0           |            |            |             |       |
|  | 0             | 0             | 0 USA       | 078 | 0            | 0           | 0 USA      | 058        | 0 Brasilien | 084   |
|  | 0             | 0             |             |     | 0            | 0           | 0 USA      | 058        | 0 Brasilien | 084   |
|  | 0             | 0             | 0 Slovakien | 043 | 0            | 0           | 0 Sydkorea | 073        |             |       |
|  | 0             | 0             | 0 Slovakien | 043 | 0            | 0           | 0 Sydkorea | 073        |             |       |
|  |               |               |             |     |              |             |            |            |             |       |
|  |               |               |             |     |              |             |            |            |             |       |

## Bordtennis
Herrsingel
- Damien Eloi
- Jean-Philippe Gatien
- Christophe Legout

Herrdubbel
- Patrick Chila
- Damien Eloi
- Jean-Philippe Gatien
- Christophe Legout

Damsingel
- Anne Boileau

## Boxning
Lätt flugvikt
- Brahim Asloum
  - Omgång 1 — Besegrade Rezkalla Mohamed Abdelaehim från Egypten
  - Omgång 2 — Besegrade Brian Viloria från USA
  - Kvartsfinal — Besegrade Ki-Suk Kim från Sydkorea
  - Semifinal — Besegrade Maikro Romero Esquirol från Kuba
  - Final — Besegrade Rafael Lozano från Spanien —  Guld

Flugvikt
- Jérôme Thomas
  - Omgång 1 — Besegrade Erle Wiltshire från Australien
  - Omgång 2 — Besegrade Drissa Tou från Burkina Faso
  - Kvartsfinal — Besegrade José Navarro från USA
  - Semifinal — Förlorade mot Bulat Jumadilov från Kazakstan —  Brons

Bantamvikt
- Rachid Bouaita
  - Omgång 1 — Förlorade mot Clarence Vinson från USA (gick inte vidare)

Lättvikt
- Abdel Jebahi
  - Omgång 1 — Förlorade mot Selim Palyani från Turkiet (gick inte vidare)

Weltervikt
- Willy Blain
  - Omgång 1 — Bye
  - Omgång 2 — Förlorade mot Diogenes Luna Martinez från Kuba (gick inte vidare)

Lätt mellanvikt
- Frédéric Esther
  - Omgång 1 — Besegrade Andrey Mishin från Ryssland
  - Omgång 2 — Besegrade Firat Karagollu från Turkiet
  - Kvartsfinal — Förlorade mot Marin Simion från Rumänien (gick inte vidare)

Mellanvikt
- John Dovi
  - Omgång 1 — Besegrade Shawn Terry Cox från Barbados
  - Omgång 2 — Besegrade Alexey Katulievsky från Kirgizistan
  - Kvartsfinal — Förlorade mot Alexander Lebziak från Ryssland (gick inte vidare)

Tungvikt
- Jackson Chanet
  - Omgång 1 — Bye
  - Omgång 2 — Besegrade Mohamed Azzaoui från Algeriet
  - Kvartsfinal — Förlorade mot Sultanahmed Ibzagimov från Ryssland (gick inte vidare)

## Brottning
Herrarnas grekisk-romerska stil
- Djamel Ainaoui (– 58 kg)
- Ghani Yalouz (– 69 kg)
- Yvon Riemer (– 76 kg)

## Bågskytte
| Herrarnas individuella |                 |                  |                 |                    |                    |                    |               |                  |               |
|                        | Sebastian Flute | Sebastian Flute  | Sebastian Flute | Jocelyn de Grandis | Jocelyn de Grandis | Jocelyn de Grandis | Lionel Torres | Lionel Torres    | Lionel Torres |
| 32-delsfinal           | Besegrade       | Serdar Satir     | 160-156         | Besegrade          | Iouri Leontiev     | 171-163            | Förlorade mot | Christian Stubbe | 163-161       |
| Sextondelsfinal        | Besegrade       | Baard Nesteng    | 160-148         | Förlorade mot      | Simon Fairweather  | 161-150            | -             | -                | -             |
| Åttondelsfinal         | Besegrade       | Fred van Zutphen | 166-159         | -                  | -                  | -                  | -             | -                | -             |
| Kvartsfinal            | Förlorade mot   | Wietse van Alten | 106-102         | -                  | -                  | -                  | -             | -                | -             |

Herrarnas lagtävling
- Flute, de Grandis, och Torres — åttondelsfinal, 11:e plats (0-1)

| Damernas individuella |               |                           |               |                  |                          |                  |
|                       | Sylvie Pissis | Sylvie Pissis             | Sylvie Pissis | Alexandra Fouace | Alexandra Fouace         | Alexandra Fouace |
| Sextondelsfinal       | Förlorade mot | Chia-Ling Wen Kina-Taipei | 151-149       | Förlorade mot    | Barbara Mensing Tyskland | 157-149          |

## Cykling

### Mountainbike
Herrarnas terränglopp
- Miguel Martinez
  - Final — 2:09:02.50 (→  Guld)

- Ludovic Dubau
  - Final — 2:16:48.56 (→ 18:e plats)

- Christophe Dupouey
  - Final — DNF

Damernas terränglopp
- Laurence Leboucher
  - Final — 2:00:38.89 (→ 18:e plats)

- Sophie Villeneuve
  - Final — 2:02:31.71 (→ 23:e plats)

### Landsväg
Herrarnas tempolopp
- Laurent Jalabert
  - Final — 0:58:44 (→ 5:e plats)

- Christophe Moreau
  - Final — 0:59:37 (→ 13:e plats)

Herrarnas linjelopp
- Laurent Jalabert
  - Final — 5:30:34 (→ 5:e plats)

- Laurent Brochard
  - Final — 5:30:46 (→ 45:e plats)

- Christophe Moreau
  - Final — 5:30:46 (→ 62:e plats)

- Richard Virenque
  - Final — 5:30:46 (→ 63:e plats)

- Christophe Capelle
  - Final — DNF

Damernas tempolopp
- Jeannie Longo-Ciprelli
  - Final — 0:42:52 (→  Brons)

- Catherine Marsal
  - Final — 0:44:27 (→ 13:e plats)

Damernas linjelopp
- Magali le Floc'h
  - Final — 3:06:31 (→ 6:e plats)

- Catherine Marsal
  - Final — 3:11:04 (→ 38:e plats)

- Jeannie Longo-Ciprelli
  - Final — 3:06:37 (→ 25:e plats)

### Bana
Herrarnas sprint
- Laurent Gané
  - Kval — 10.243
  - Första omgången — Besegrade Julio César Herrera från Kuba
  - Åttondelsfinal — Besegrade Craig MacLean från Storbritannien
  - Kvartsfinal — Besegrade Sean Eadie från Australien
  - Semifinal — Förlorade mot Florian Rousseau från Frankrike
  - Final — Förlorade mot Jens Fiedler från Tyskland

- Florian Rousseau
  - Kval — 10.277
  - Första omgången — Besegrade Nikolaos Angelidis från Grekland
  - Åttondelsfinal — Besegrade Christian Arrue från USA
  - Kvartsfinal — Besegrade Jose Villanueva från Spanien
  - Semifinal — Besegrade Laurent Gané från Frankrike
  - Final — Förlorade mot Marty Nothstein från USA —  Silver

Herrarnas förföljelse
- Philippe Gaumont
  - Kval — 04:22.142 (→ gick inte vidare)

Herrarnas tempolopp
- Arnaud Tourant
  - Final — 01:03.023 (→ 5:e plats)

Herrarnas poänglopp
- Christophe Capelle
  - Poäng — 2
  - Varv efter — 2 (→ 19:e plats)

Herrarnas keirin
- Frédéric Magné
  - Första omgången — Heat — 3; Plats — 2
  - Andra omgången — Heat — 2; Plats — 3 (→ gick inte vidare)
  - Final — 6:e plats

- Florian Rousseau
  - Första omgången — Heat — 2; Plats — 5
  - Återkval — Heat — 2; Place — 2
  - Abdra omgången — Heat — 1; Plats — 3
  - Final — 1:a plats — Guld

Herrarnas sprint
- Laurent Gané, Florian Rousseau, Arnaud Tournant
  - Kval — 44.425
  - Andra omgången — 44.302
  - Final — 44.233 (→ Guld)

Herrarnas lagförföljelse
- Cyril Box, Philippe Ermenault, Francis Moreau, och Jérôme Neuville
  - Kval — 04:05.155
  - Kvartsfinal — 04:05.224
  - Semifinal — 04:11.549 (→ gick inte vidare)

Herrarnas Madison
- Robert Sassone och Christophe Capelle
  - Final — 5 (→ 10:e plats)

Damernas sprint
- Félicia Ballanger
  - Kval — 11.262
  - Åttondelsfinal — Besegrade Mira Kasslin från Finland
  - Kvartsfinal — Besegrade Tanya Lindenmuth från USA
  - Semifinal — Besegrade Michelle Ferris från Australien
  - Final — Besegrade Oxana Grichina från Ryssland (→ Guld)

Women's Individual Pursuit
- Marion Clignet
  - Kval — 03:34.636
  - Semifinal — Besegrade Yvonne McGregor från Storbritannien
  - Final — Förlorade mot Leontien Zijlaard från Nederländerna (→ Silver)

Damernas tempolopp
- Félicia Ballanger
  - Final — 34.140 (→ Guld)

- Magali Faure-Humbert
  - Final — 35.766 (→ 11:e plats)

Damernas poänglopp
- Marion Clignet
  - Points — 11 (→ 6:e plats)

## Friidrott
Herrarnas 100 meter
- David Patros
  - Omgång 1 — 10.38
  - Omgång 2 — 10.33 (→ gick inte vidare)

Herrarnas 400 meter
- Ibrahima Wade
  - Omgång 1 — 45.72
  - Omgång 2 — 45.61 (→ gick inte vidare)

- Marc Raquil
  - Omgång 1 — 45.72
  - Omgång 2 — 45.56 (→ gick inte vidare)

Herrarnas 1 500 meter
- Mehdi Baala
  - Omgång 1 — 03:40.35
  - Semifinal — 03:38.15
  - Final — 03:34.14 (→ 4:e plats)

- Driss Maazouzi
  - Omgång 1 — 03:38.88
  - Semifinal — 03:40.23
  - Final — 03:45.46 (→ 11:e plats)

Herrarnas 5 000 meter
- Mustapha Essaid
  - Omgång 1 — 13:40.82 (→ gick inte vidare)

Herrarnas 110 meter häck
- Jean-Marc Grava
  - Omgång 1 — 14.01
  - Omgång 2 — 14.47 (→ gick inte vidare)

Herrarnas 4 x 100 meter stafett
- Christophe Cheval, Jerome Eyana, Needdy Guims, Frederic Krantz, David Patros
  - Omgång 1 — 39
  - Semifinal — 38.64
  - Final — 38.49 (→ 5:e plats)

Herrarnas 4 x 400 meter stafett
- Marc Foucan, Emmanuel Front, Pierre-Marie Hilaire, Marc Raquil, Ibrahima Wade, Bruno Wavelet
  - Omgång 1 — 03:04.45
  - Semifinal — 03:00.64
  - Final — 03:01.02 (→ 4:e plats)

Herrarnas 3 000 meter hinder
- Gael Pencreach
  - Omgång 1 — 08:25.35
  - Final — 08:41.19 (→ 14:e plats)

- Bouabdellah Tahri
  - Omgång 1 — 08:34.69 (→ gick inte vidare)

Herrarnas släggkastning
- David Chaussinand
  - Kval — 77.12
  - Final — 75.26 (→ 11:e plats)

- Giles Dupray
  - Kval — 75.05 (→ gick inte vidare)

- Christophe Epalle
  - Kval — 74.22 (→ gick inte vidare)

Herrarnas längdhopp
- Cheikh Toure
  - Kval — 7.87 (→ gick inte vidare)

- Ronald Servius
  - Kval — 7.66 (→ gick inte vidare)

Herrarnas tresteg
- Colomba Fofana
  - Kval — 14.59 (→ gick inte vidare)

Herrarnas stavhopp
- Jean Galfione
  - Kval — 5.55 (→ gick inte vidare)

- Romain Mesnil
  - Kval — 5.40 (→ gick inte vidare)

Herrarnas 20 kilometer gång
- Anthony Gillet
  - Final — 1:27:36 (→ 33:e plats)

Herrarnas 50 kilometer gång
- Denis Langlois
  - Final — 3:52:56 (→ 14:e plats)

- Sylvain Caudron
  - Final — 4:03:22 (→ 29:e plats)

- René Piller
  - Final — DNF

Herrarnas maraton
- Mohamed Ouaadi
  - Final — 2:14:04 (→ 8:e plats)

- Abdellah Behar
  - Final — DNF

Herrarnas tiokamp
- Laurent Hernu
  - 100 m — 11.19
  - Längd — 7.14
  - Kula — 13.54
  - Höjd — 2.06
  - 400 m — 50.63
  - 100 m häck — 14.51
  - Diskus — 41.78
  - Stav — 5.00
  - Spjut — 56.34
  - 1,500 m — 04:37.82
  - Poäng — 7909.00 (→ 19:e plats)

- Wilfrid Boulineau
  - 100 m — 11.07
  - Längd — 7.08
  - Kula — 13.38
  - Höjd — 2.03
  - 400 m — 49.82
  - 100 m häck — 15.02
  - Diskus — 39.86
  - Stav — 4.80
  - Spjut — 59.69
  - 1,500 m — 04:35.59
  - Poäng — 7821.00 (→ 20:e plats)

- Sebastien Levicq
  - 100 m — 11.48
  - Längd — 6.57
  - Kula — 13.53
  - Höjd — DNS

Damernas 100 meter
- Christine Arron
  - Omgång 1 — 11.42
  - Omgång 2 — 11.26
  - Semifinal — 11.42 (→ gick inte vidare)

- Sandra Citte
  - Omgång 1 — 11.47
  - Omgång 2 — 11.63 (→ gick inte vidare)

Damernas 200 meter
- Muriel Hurtis
  - Omgång 1 — 23.04
  - Omgång 2 — 22.98
  - Semifinal — 23.13 (→ gick inte vidare)

Damernas 400 meter
- Marie-José Pérec
  - Omgång 1 — DNS (→ gick inte vidare)

Damernas 5 000 meter
- Yamna Belkacem
  - Omgång 1 — 16:08.49 (→ gick inte vidare)

Damernas 10 000 meter
- Fatima Yvelain
  - Omgång 1 — 33:44.48 (→ gick inte vidare)

Damernas 100 meter häck
- Linda Ferga
  - Omgång 1 — 12.89
  - Omgång 2 — 12.88
  - Semifinal — 12.87
  - Final — 13.11 (→ 7:e plats)

- Nicole Ramalalanirina
  - Omgång 1 — 12.90
  - Omgång 2 — 12.79
  - Semifinal — 12.77
  - Final — 12.91 (→ 7:e plats)

- Patricia Girard
  - Omgång 1 — 13.11
  - Omgång 2 — 13.43 (→ gick inte vidare)

Damernas 4 x 100 meter stafett
- Christine Arron, Sandra Citte, Fabe Dia, Linda Ferga, Muriel Hurtis
  - Omgång 1 — 43.23
  - Semifinal — 42.42
  - Final — 42.42 (→ 4:e plats)

Damernas kulstötning
- Laurence Manfredi
  - Kval — 16.57 (→ gick inte vidare)

Damernas diskuskastning
- Mélina Robert-Michon
  - Kval — 54.11 (→ gick inte vidare)

Damernas spjutkastning
- Nadine Auzeil
  - Kval — 53.85 (→ gick inte vidare)

Damernas släggkastning
- Manuela Montebrun
  - Kval — 57.77 (→ gick inte vidare)

Damernas stavhopp
- Caroline Ammel
  - Kval — 4.15 (→ gick inte vidare)

- Marie Poissonnier
  - Kval — 4.15 (→ gick inte vidare)

Damernas 20 kilometer gång
- Nora Leksir
  - Final — 1:35:39 (→ 22:e plats)

- Fatiha Ouali
  - Final — 1:35:35 (→ 23:e plats)

Damernas sjukamp
- Nathalie Teppe
  - 100 m häck — 14.02
  - Höjd — 1.72
  - Kula — 13.44
  - 200 m — 26.39
  - Längd — 5.94
  - Spjut — 46.98
  - 800 m — 02:18.56
  - Poäng — 5851 (→ 19:e plats)

- Eunice Barber
  - 100 m häck — 12.97
  - Höjd — 1.84
  - Kula — 11.27
  - 200 m — 24.47
  - Längd — 5.93
  - Spjut — DNS

## Fäktning
Herrarnas florett
- Jean-Noël Ferrari
- Brice Guyart
- Lionel Plumenail

Herrarnas florett, lag
- Jean-Noel Ferrari, Brice Guyart, Patrice Lhotellier, Lionel Plumenail —  Guld

Herrarnas värja
- Hughes Obry —  Silver
- Éric Srecki
- Jean-François Di Martino

Herrarnas värja, lag
- Jean-François di Martino, Hughes Obry, Éric Srecki —  Silver

Herrarnas sabel
- Mathieu Gourdain —  Silver
- Damien Touya
- Julien Pillet

Herrarnas sabel, lag
- Mathieu Gourdain, Julien Pillet, Cédric Séguin, Damien Touya —  Silver

Damernas florett
- Adeline Wuillème

Damernas värja
- Laura Flessel-Colovic —  Brons
- Valérie Barlois-Mevel-Leroux
- Sangita Tripathi

Damernas värja, lag
- Valérie Barlois-Mevel-Leroux
- Laura Flessel-Colovic
- Sangita Tripathi
- Sophie Moressée-Pichot

## Gymnastik
Artistisk gymnastik
Damer
- Anne-Sophie Endeler, Delphine Regease, Ludivine Furnon, Nelly Ramassany, Alexandra Soler och Elvire Teza

Herrar
- Eric Casimir, Yann Cucherat, Dimitri Karbanenko, Florent Maree, Eric Poujade och Benjamin Varonian

Rytmisk
Damernas individuella rytmiska
- Eva Serrano

Damernas trupptävling
- Anne-Sophie Doyen, Anne-Laure Klein, Anne-Sophie Lavoine, Laetitia Mancieri, Magalie Poisson och Vanessa Sauzède

## Handboll
Herrar
Gruppspel
| Lag        | Pld | W | D | L | GF  | GA  | GD  | Poäng |
| ---------- | --- | - | - | - | --- | --- | --- | ----- |
| Sverige    | 5   | 5 | 0 | 0 | 155 | 121 | +34 | 10    |
| Frankrike  | 5   | 3 | 1 | 1 | 120 | 104 | +16 | 7     |
| Spanien    | 5   | 3 | 0 | 2 | 144 | 126 | +18 | 6     |
| Slovenien  | 5   | 2 | 1 | 2 | 137 | 127 | +10 | 5     |
| Tunisien   | 5   | 1 | 0 | 4 | 111 | 117 | –6  | 2     |
| Australien | 5   | 0 | 0 | 5 | 106 | 178 | –72 | 0     |

Slutspel
|  | Kvartsfinaler | Kvartsfinaler |          |         | Semifinaler | Semifinaler |  |  | Final | Final |
|  |               |               |          |         |             |             |  |  |       |       |
|  |               |               |          |         |             |             |  |  |       |       |
|  |               |               |          |         |             |             |  |  |       |       |
|  | Ryssland      | 33            |          |         |             |             |  |  |       |       |
|  | Ryssland      | 33            |          |         |             |             |  |  |       |       |
|  | Slovenien     | 22            |          |         |             |             |  |  |       |       |
|  | Slovenien     | 22            | Ryssland | 29      |             |             |  |  |       |       |
|  |               |               | Ryssland | 29      |             |             |  |  |       |       |
|  |               | Jugoslavien   | 26       |         |             |             |  |  |       |       |
|  | Frankrike     | Jugoslavien   | 26       | 21      |             |             |  |  |       |       |
|  | Frankrike     |               |          | 21      |             |             |  |  |       |       |
|  | Jugoslavien   | 26            |          |         |             |             |  |  |       |       |
|  | Jugoslavien   | 26            | Ryssland | 28      |             |             |  |  |       |       |
|  |               |               | Ryssland | 28      |             |             |  |  |       |       |
|  |               | Sverige       | 26       |         |             |             |  |  |       |       |
|  | Tyskland      | Sverige       | 26       | 26      |             |             |  |  |       |       |
|  | Tyskland      |               |          | 26      |             |             |  |  |       |       |
|  | Spanien       | 27            |          |         |             |             |  |  |       |       |
|  | Spanien       | 27            | Spanien  | 25      | Bronsmatch  | Bronsmatch  |  |  |       |       |
|  |               |               | Spanien  | 25      | Bronsmatch  | Bronsmatch  |  |  |       |       |
|  |               | Sverige       | 32       |         |             |             |  |  |       |       |
|  | Sverige       | Sverige       | 32       | 27      | Jugoslavien | 22          |  |  |       |       |
|  | Sverige       |               |          | 27      | Jugoslavien | 22          |  |  |       |       |
|  | Egypten       | 23            |          | Spanien | 26          |             |  |  |       |       |
|  | Egypten       | 23            |          |         | 26          |             |  |  |       |       |
|  |               |               |          |         |             |             |  |  |       |       |
|  |               |               |          |         |             |             |  |  |       |       |

Damer
Gruppspel
| Lag       | Pld | W | D | L | GF  | GA  | GD  | Poäng |
| --------- | --- | - | - | - | --- | --- | --- | ----- |
| Sydkorea  | 4   | 4 | 0 | 0 | 131 | 100 | +31 | 8     |
| Ungern    | 4   | 2 | 1 | 1 | 119 | 106 | +13 | 5     |
| Frankrike | 4   | 2 | 0 | 2 | 90  | 93  | -3  | 4     |
| Rumänien  | 4   | 1 | 1 | 2 | 99  | 101 | -2  | 3     |
| Angola    | 4   | 0 | 0 | 4 | 98  | 137 | -39 | 0     |

Slutspel
|  | Kvartsfinaler | Kvartsfinaler |          |       | Semifinaler | Semifinaler |  |  | Final | Final |
|  |               |               |          |       |             |             |  |  |       |       |
|  |               |               |          |       |             |             |  |  |       |       |
|  |               |               |          |       |             |             |  |  |       |       |
|  | Sydkorea      | 35            |          |       |             |             |  |  |       |       |
|  | Sydkorea      | 35            |          |       |             |             |  |  |       |       |
|  | Brasilien     | 24            |          |       |             |             |  |  |       |       |
|  | Brasilien     | 24            | Sydkorea | 29    |             |             |  |  |       |       |
|  |               |               | Sydkorea | 29    |             |             |  |  |       |       |
|  |               | Danmark       | 31       |       |             |             |  |  |       |       |
|  | Frankrike     | Danmark       | 31       | 26    |             |             |  |  |       |       |
|  | Frankrike     |               |          | 26    |             |             |  |  |       |       |
|  | Danmark       | 28            |          |       |             |             |  |  |       |       |
|  | Danmark       | 28            | Danmark  | 31    |             |             |  |  |       |       |
|  |               |               | Danmark  | 31    |             |             |  |  |       |       |
|  |               | Ungern        | 27       |       |             |             |  |  |       |       |
|  | Österrike     | Ungern        | 27       | 27    |             |             |  |  |       |       |
|  | Österrike     |               |          | 27    |             |             |  |  |       |       |
|  | Ungern        | 28            |          |       |             |             |  |  |       |       |
|  | Ungern        | 28            | Ungern   | 28    | Bronsmatch  | Bronsmatch  |  |  |       |       |
|  |               |               | Ungern   | 28    | Bronsmatch  | Bronsmatch  |  |  |       |       |
|  |               | Norge         | 23       |       |             |             |  |  |       |       |
|  | Norge         | Norge         | 23       | 28    | Sydkorea    | 21          |  |  |       |       |
|  | Norge         |               |          | 28    | Sydkorea    | 21          |  |  |       |       |
|  | Rumänien      | 16            |          | Norge | 22          |             |  |  |       |       |
|  | Rumänien      | 16            |          |       | 22          |             |  |  |       |       |
|  |               |               |          |       |             |             |  |  |       |       |
|  |               |               |          |       |             |             |  |  |       |       |

## Judo
Herrar
- Eric Despezelle (60 kg)
- Larbi Benboudaoud (66 kg)
- Ferrid Kheder (73 kg)
- Djamel Bouras (81 kg)
- Frédéric Demontfaucon (90 kg)
- Stéphane Traineau (–100 kg)
- David Douillet (+100 kg)

Damer
- Sarah Nichilo-Rosso (48 kg)
- Laëtitia Tignola (52 kg)
- Barbara Harel (57 kg)
- Séverine Vandenhende (63 kg)
- Karine Rambault (70 kg)
- Céline Lebrun (–78 kg)
- Christine Cicot (+78 kg)

## Kanotsport
Sprint
Herrar
Herrarnas K-1 1000 m
- Pierre Lubac
  - Kvalheat — 03:36.573
  - Semifinal — 03:38.155
  - Final — 03:37.931 (→ 7:e plats)

Herrarnas K-2 500 m
- Babak Amir-Tahmasseb och Philippe Aubertin
  - Kvalheat — 01:32.902
  - Semifinal — 01:32.597
  - Final — 01:48.921 (→ 4:e plats)

Herrarnas K-2 1000 m
- Babak Amir-Tahmasseb och Philippe Aubertin
  - Kvalheat — 03:14.835
  - Semifinal — Bye
  - Final — 03:17.635 (→ 5:e plats)

Herrarnas K-4 1000 m
- Maxime Boccon, Frederic Gauthier, Stephane Gourichon och Pierre Lubac
  - Kvalheat — 03:05.860
  - Semifinal — 03:03.703 (→ gick inte vidare)

Herrarnas C-1 500 m
- Eric le Leuch
  - Kvalheat — 01:53.934
  - Semifinal — 01:56.907 (→ gick inte vidare)

Herrarnas C-1 1000 m
- Eric le Leuch
  - Kvalheat — 03:55.726
  - Semifinal — 04:02.038
  - Final — 03:57.217 (→ 4:e plats)

Slalom
Herrar
Herrarnas K-1 slalom
- Laurent Burtz
  - Kval — 257,47
  - Final — 227,63 (→ 8:e plats)

Herrarnas C-1 slalom
- Tony Estanguet
  - Kval — 263,41
  - Final — 231,87 (→  Guld)

- Emmanuel Brugvin
  - Kval — 269,29
  - Final — 238,42 (→ 4:e plats)

Herrarnas C-2 slalom
- Wilfrid Forgues och Frank Adisson
  - Kval — 270,50
  - Final — 290,91 (→ 7:e plats)

Damer
Damernas K-1 slalom
- Brigette Guibal
  - Kval — 292,62
  - Final — 251,88 (→  Silver)

- Anne-Lise Bardet
  - Kval — 309,08
  - Final — 254,77 (→  Brons)

## Modern femkamp
Damer
- Caroline Delemer — 4992 poäng (→ 10:e plats)

Herrar
- Sebastien Deleigne — 5326 poäng (→ 4:e plats)
- Oliver Clergeau — 5217 poäng (→ 8:e plats)

## Ridsport
Lagtävling i hoppning
- Alexandra Lederman (Rochet M)
- Thierry Pomel (Thor des Chaines)
- Michel Robert (Auleto)
- Philippe Rozier (Barbarian)
- Patrice Delaveau (Caucalis)

Lagtävling i fälttävlan
- Jean-Lou Bigot (Twist La Beige)
- Didier Courrèges (Débat d’Estruval)
- Nicolas Touzaint (Cobra d’Or)
- Jean-Luc Force (Crocus Jacob)
- Rodolphe Scherer (Bambi de Brière, Avant-Première)
- Jean Teulère (Amouncha)
- Didier Viricel (Caprice de la Cour)
- Didier Willefert (Blakring)

## Segling
Mistral
- Alexandre Guyader
  - Lopp 1 — 22
  - Lopp 2 — 4
  - Lopp 3 — (28)
  - Lopp 4 — 6
  - Lopp 5 — 4
  - Lopp 6 — 15
  - Lopp 7 — 5
  - Lopp 8 — 11
  - Lopp 9 — 9
  - Lopp 10 — (26)
  - Lopp 11 — 24
  - Final — 100 (12:e plats)

Finnjolle
- Xavier Rohart
  - Lopp 1 — 11
  - Lopp 2 — 11
  - Lopp 3 — 4
  - Lopp 4 — 3
  - Lopp 5 — 1
  - Lopp 6 — 9
  - Lopp 7 — 6
  - Lopp 8 — (13)
  - Lopp 9 — (17)
  - Lopp 10 — 5
  - Lopp 11 — 5
  - Final — 55 (5:e plats)

470
- Gildas Philippe och Tanguy Cariou
  - Lopp 1 — 10
  - Lopp 2 — 2
  - Lopp 3 — 5
  - Lopp 4 — 16
  - Lopp 5 — (30) OCS
  - Lopp 6 — (23)
  - Lopp 7 — 2
  - Lopp 8 — 22
  - Lopp 9 — 17
  - Lopp 10 — 18
  - Lopp 11 — 19
  - Final — 111 (14:e plats)

Tornado
- Pierre Pennec och Yann Guichard
  - Lopp 1 — 4
  - Lopp 2 — 8
  - Lopp 3 — (13)
  - Lopp 4 — 2
  - Lopp 5 — 5
  - Lopp 6 — 3
  - Lopp 7 — 3
  - Lopp 8 — (9)
  - Lopp 9 — 4
  - Lopp 10 — 6
  - Lopp 11 — 8
  - Final — 43 (4:e plats)

Soling
- Jean-Marie Dauris, Philippe Presti och Pascal Rambeau
  - Utslagningsomgång, grupp 1(2-3) — 2 poäng — Gick inte vidare

Mistral
- Lise Vidal
  - Lopp 1 — 7
  - Lopp 2 — 6
  - Lopp 3 — 9
  - Lopp 4 — (25)
  - Lopp 5 — 3
  - Lopp 6 — (30) DSQ
  - Lopp 7 — 10
  - Lopp 8 — 8
  - Lopp 9 — 21
  - Lopp 10 — 6
  - Lopp 11 — 5
  - Final — 75 (9:e plats)

## Simhopp
Herrarnas 3 m
- Frederic Pierre
  - Kval — 310,74 (40:e plats, gick inte vidare)

Herrarnas 10 m
- Gilles Emptoz — Lacote
  - Kval — 377,7 (20:e plats, gick inte vidare)

Herrarnas 3 m parhoppning
- Giles Emptoz — Lacote, Frederic Pierre
  - Final — 310,08 (6:e plats)

Herrarnas 10 m parhoppning
- Giles Emptoz — Lacote, Frederic Pierre
  - Final — 314,94 (8:e plats)

Damernas 3 m
- Sandra Ponthus
  - Kval — 242,79 (23:e plats, gick inte vidare)

Damernas 3 m
- Julie Danaux
  - Kval — 219,87 (36:e plats, gick inte vidare)

Damernas 10 m
- Odile Arboles — Souchon
  - Kval — 260,25 (23:e plats, gick inte vidare)

Damernas 10 m
- Claire Febvay
  - Kval — 222,81 (35:e plats, gick inte vidare)

Damernas 10 m parhoppning
- Odile Arboles — Souchon, Julie Danaux
  - Final — 277,14 (7:e plats)

## Taekwondo
Herrarnas −80 kg
- Pascal Gentil

Damernas −67 kg
- Myriam Baverel

## Tennis
Herrar
| Spelare                       | Gren       | Omgång 1                              | Omgång 2                       | Åttondelsfinaler                        | Kvartsfinaler               | Semifinaler                 | Final / BM                               | Final / BM       |
| Spelare                       | Gren       | Motståndare Poäng                     | Motståndare Poäng              | Motståndare Poäng                       | Motståndare Poäng           | Motståndare Poäng           | Motståndare Poäng                        | Placering        |
| ----------------------------- | ---------- | ------------------------------------- | ------------------------------ | --------------------------------------- | --------------------------- | --------------------------- | ---------------------------------------- | ---------------- |
| Arnaud Clément                | Herrsingel | Rusedski (GBR) W 6-2, 6-3             | Correjta (ESP) L 7-6, 4-6, 4-6 | Gick inte vidare                        | Gick inte vidare            | Gick inte vidare            | Gick inte vidare                         | Gick inte vidare |
| Arnaud Di Pasquale            | Herrsingel | Kiefer (GER) W 6-4, 6-3               | Volttjkov (BLR) W 6-2, 6-2     | Norman (SWE) W 7-6, 7-6                 | JC Ferrero (ESP) W 6-2, 6-1 | Kafelnikov (RUS) L 4-6, 4-6 | Bronsmatch Federer (SUI) W 7-6, 6-7, 6-3 | 3                |
| Nicolas Escudé                | Herrsingel | Chela (ARG) L 7-6, 5-7, 1-6           | Gick inte vidare               | Gick inte vidare                        | Gick inte vidare            | Gick inte vidare            | Gick inte vidare                         | Gick inte vidare |
| Fabrice Santoro               | Herrsingel | Safin (RUS) W 1-6, 6-1, 6-4           | Vicente (ESP) W 6-1, 6-7, 7-5  | Alami (MAR) L 2-6, 7-5, 4-6             | Gick inte vidare            | Gick inte vidare            | Gick inte vidare                         | Gick inte vidare |
| Arnaud Clément Nicolas Escudé | Herrdubbel | Vemić (YUG) Zimonjić (YUG) W 6-2, 6-2 | i.u.                           | Mirnji (BLR) Volttjkov (BLR) L 4-6, 6-7 | Gick inte vidare            | Gick inte vidare            | Gick inte vidare                         | Gick inte vidare |

Damer
| Spelare                              | Gren      | Omgång 1                      | Omgång 2                  | Åttondelsfinaler                               | Kvartsfinaler                                | Semifinaler       | Final / BM        | Final / BM       |
| Spelare                              | Gren      | Motståndare Poäng             | Motståndare Poäng         | Motståndare Poäng                              | Motståndare Poäng                            | Motståndare Poäng | Motståndare Poäng | Placering        |
| ------------------------------------ | --------- | ----------------------------- | ------------------------- | ---------------------------------------------- | -------------------------------------------- | ----------------- | ----------------- | ---------------- |
| Nathalie Dechy                       | Damsingel | Serna (ESP) W 6-1, 6-2        | Pratt (AUS) W 6-3, 6-1    | Seles (USA) L 2-6, 3-6                         | Gick inte vidare                             | Gick inte vidare  | Gick inte vidare  | Gick inte vidare |
| Julie Halard-Decugis                 | Damsingel | Garbin (ITA) W 6-4, 6-2       | Bedáňová (CZE) W 6-3, 6-4 | Schett (AUT) L 6-2, 2-6, 1-6                   | Gick inte vidare                             | Gick inte vidare  | Gick inte vidare  | Gick inte vidare |
| Amélie Mauresmo                      | Damsingel | Zuluaga (COL) L 3-6, 6-3, 2-6 | Gick inte vidare          | Gick inte vidare                               | Gick inte vidare                             | Gick inte vidare  | Gick inte vidare  | Gick inte vidare |
| Julie Halard-Decugis Amélie Mauresmo | Damdubbel | i.u.                          | i.u.                      | Tatarkova (UKR) Zaporozjanova (UKR) W 6-2, 6-4 | S Williams (USA) V Williams (USA) L 3-6, 2-6 | Gick inte vidare  | Gick inte vidare  | Gick inte vidare |

## Triathlon
Damernas triathlon
- Isabelle Mouthon-Michellys — 2:02:53,41 (→ 7:e plats)
- Christine Hocq — 2:03:01,90 (→ 8:e plats)
- Beatrice Mouthon — 2:11:08,08 (→ 35:e plats)

Herrarnas triathlon
- Olivier Marceau — 1:49:18,03 (→ 7:e plats)
- Carl Blasco — 1:50:18,02 (→ 19:e plats)
- Stephan Bignet — 1:51:12,15 (→ 31:a plats)